# Église de l'Ascension de Potporanj
Pour les articles homonymes, voir Église de l'Ascension.
L'église de l'Ascension de Potporanj (en serbe cyrillique : Црква Вазнесења Христовог у Потпорњу ; en serbe latin : Crkva Vaznesenja Hristovog u Potpornju) est une église orthodoxe serbe située à Potporanj, dans la province autonome de Voïvodine, dans la municipalité de Vršac et dans le district du Banat méridional en Serbie. Elle est inscrite sur la liste des monuments culturels de grande importance de la république de Serbie (identifiant no SK 1437).

## Présentation
L'église de l'Ascension a été construite en 1766, ce qui en fait l'une des plus anciennes de Voïvodine après que les Serbes se sont installés au nord de la Save et du Danube.
L'édifice, bas et de petite dimension, est constitué d'une nef unique prolongée par une grande abside demi-circulaire. La façade occidentale est dominée par un clocher massif surmonté d'un bulbe ; cette façade est également rythmée par des pilastres qui encadrent l'entrée principale et par des volutes au premier étage. Les autres façades sont très simplement ornées d'une corniche moulurée courant sous le toit.
L'iconostase, qui date du XIXe siècle, est l'œuvre d'un artiste inconnu,.